# Plesiopelma myodes
Plesiopelma myodes là một loài nhện trong họ Theraphosidae.
Loài này thuộc chi Plesiopelma. Plesiopelma myodes được Mary Agard Pocock miêu tả năm 1901.